# Casoni (Gebäude)
Casoni, auch 989 Sixth Avenue oder 100 West 37th Street, ist ein in Bau befindlicher Wolkenkratzer in Manhattan in New York City, Vereinigte Staaten. Der Name des 70-stöckigen Wohnturms ist dem italienischen Wort Casone entlehnt, was „große Villa mit Stil“ bedeutet.

## Beschreibung
Das Gebäude befindet sich an der Südwestecke der Kreuzung Sixth Avenue und West 37th Street im Garment District in Midtown Manhattan. Das südlich direkt angrenzende Nachbargebäude ist das Greenwich Savings Bank Building (Haier Building). Wenige Meter westlich verläuft der Broadway. Drei Blocks nördlich liegen der Bryant Park und die weltbekannte öffentliche Bibliothek New York Public Library. 
Casoni wurde im Auftrag der Bauherren Sioni Group und AB & Sons vom Architekturbüro C3D Architecture entworfen. Der Wohnturm ist 239,3 Meter (785 Fuß) hoch und besitzt 70 Etagen. Die Bauarbeiten begannen Ende 2023 mit dem Aushub für das Fundament. Bis zum Sommer 2024 wurden die zwei Untergeschosse errichtet und mit dem Bau des Erdgeschosses begonnen. Ende 2024 erreichte das Bauwerk mit bis dahin 20 errichteten Stockwerken bereits die Höhe der benachbarten Hochhäuser. Der Wohnturm erreichte im März 2025 die halbe und Anfang August 2025 schließlich seine endgültige Höhe.
Laut Rendering wird der Sockel des Wolkenkratzers von zwei miteinander verbundenen, mit Glas verkleideten und leicht zur 37th Street hin geneigten Zylindern gebildet, die sich bis zur siebten Etage allmählich verbreitern. Der sich über den Sockel erhebende Turm besitzt an drei Seiten eine leicht gekrümmte Glasvorhangfassade mit Metallpaneelen, zwei Rücksprünge, drei Terrassen sowie Balkone. Die nordwestliche Seite mit den Aufzügen ist mit Naturstein verkleidet. Die Gebäudekrone bilden beleuchtete, horizontal um den Gebäudekern herum angebrachte Gitter. Das Podium umfasst eine Lobby im Erdgeschoss, einen Pool, eine Spa-Lounge, ein Fitnessstudio, ein Spielzimmer, einen Co-Working-Bereich und einen Freizeitbereich. Die 23., 58. und 70. Etage werden große offene Terrassen für besondere Veranstaltungen erhalten. Der Wolkenkratzer wird 311 Eigentumswohnungen und im Sockel 7900 m² Gewerbefläche beherbergen.
Der Fertigstellungstermin von Casoni wird mit 2026 angegeben.

## Zwischenfall
Am 24. Dezember 2024 gab es einen Baustellenunfall, als aus dem am Gebäude eingerichteten Turmkran des Typs Favco 440 des malaysischen Herstellers Favelle Favco Group aus einer Höhe von mehr als 25 Geschossen Dieselkraftstoff über der Sixth Avenue auslief.